# Cuproiridsita
La cuproiridsita és un mineral de la classe dels sulfurs que pertany al grup de la linnaeïta. El seu nom fa referència al seu contingut en coure, iridi i sofre.

## Característiques
La cuproiridsita és un sulfur de fórmula química CuIr₂S₄. A més dels elements de la seva fórmula, també sol contenir impureses de ferro, níquel, platí i rodi. Cristal·litza en el sistema isomètric i apareix en forma d'incrustacions de fins a 300 μm en isoferroplatí i platí. La seva duresa a l'escala de Mohs és 5,5.
La cuproiridsita forma sèries de solució sòlida amb la cuprorhodsita i la malanita en les que la substitució gradual de l'iridi per rodi i platí, respectivament, va donant lloc als diferents termes de la sèrie.
Segons la classificació de Nickel-Strunz, la cuproiridsita pertany a «02.D - Sulfurs metàl·lics, amb proporció M:S = 3:4» juntament amb els següents minerals: bornhardtita, carrol·lita, cuprorhodsita, daubreelita, fletcherita, florensovita, greigita, indita, kalininita, linneïta, malanita, polidimita, siegenita, trüstedtita, tyrrel·lita, violarita, xingzhongita, ferrorhodsita, cadmoindita, cuprokalininita, rodostannita, toyohaïta, brezinaïta, heideïta, inaglyita, konderita i kingstonita.

## Formació i jaciments
La cuproiridsita es forma en dipòsits al·luvials. Ha estat trobada a Austràlia, Àustria, el Canadà, Cuba, els Estats Units, Finlàndia, Grècia, Itàlia i Rússia.